# Doğantepe (Amasya)

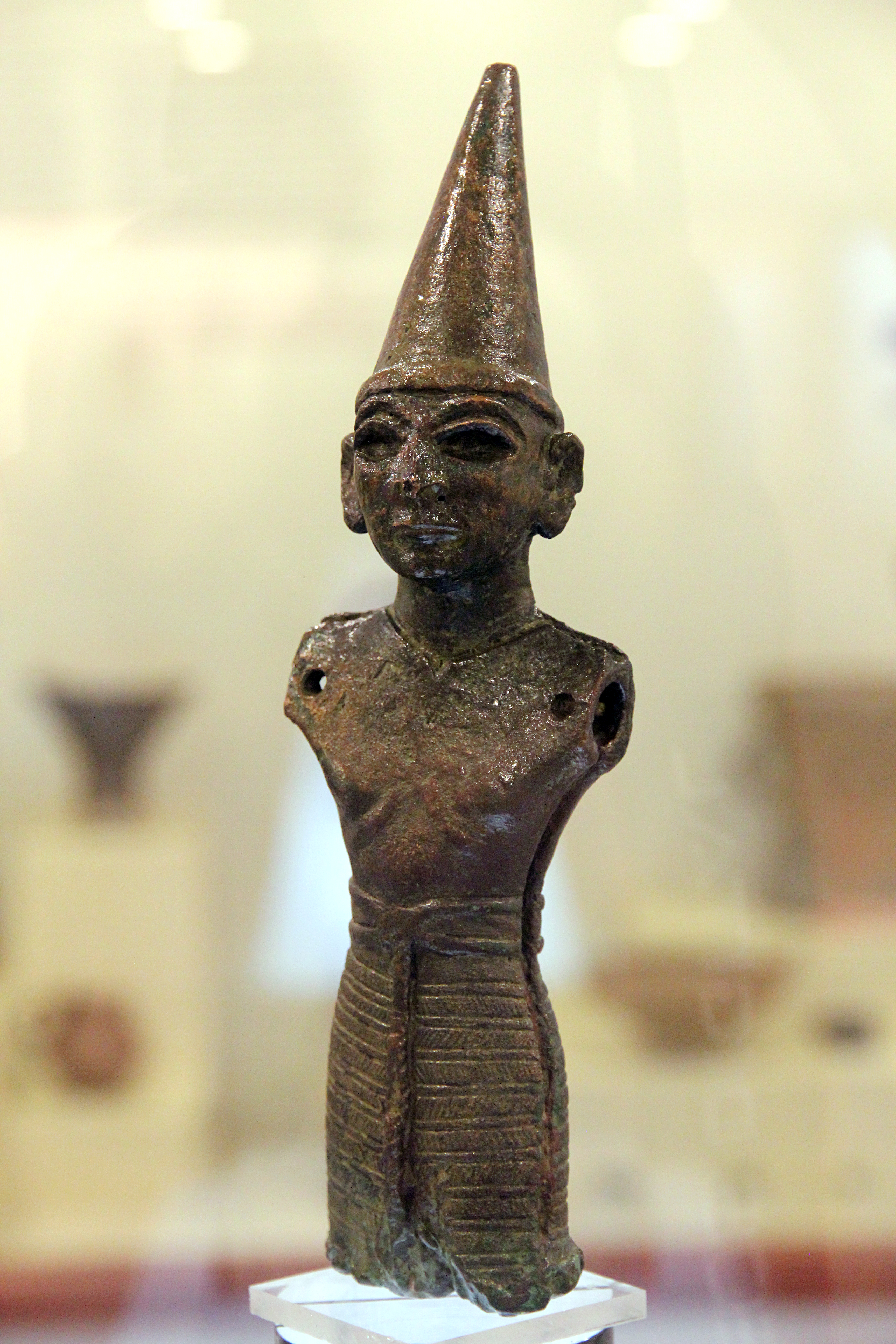
Wettergottfigurine

Doğantepe (bis 1928 Zara) ist eine ehemalige Gemeinde des zentralen Bezirks der türkischen Provinz Amasya. Heute ist der Ort ein Ortsteil von Amasya. Doğantepe liegt etwa 20 Kilometer südwestlich des Provinzzentrums an dem Fluss Elgazi Deresi (auch Karakavak Deresi), einem Nebenfluss des Çekerek Çayı. Zwei Kilometer südlich verläuft die Fernstraße D-180 von Çorum im Westen nach Amasya.
In Doğantepe wurden auf einer Fläche von 200 × 300 Metern Überreste einer größeren Siedlung gefunden, die bereits zur Zeit des hethitischen Großreichs bewohnt war. Die bekanntesten Funde sind eine Bronzestatuette des Wettergottes und ein Stempelsiegel, die ein Bauer beim Erdaushub zu Tage förderte und die heute im Archäologischen Museum von Amasya ausgestellt sind. Sie wurden 1961 von dem türkischen Hethitologen Sedat Alp erstmals beschrieben. Bei Oberflächenuntersuchungen 1997–1999 fand Şevket Dönmez Keramik aus der frühen und mittleren Bronzezeit, der mittleren bis späten Eisenzeit sowie aus hellenistischer Zeit.